# Jackie Shroff

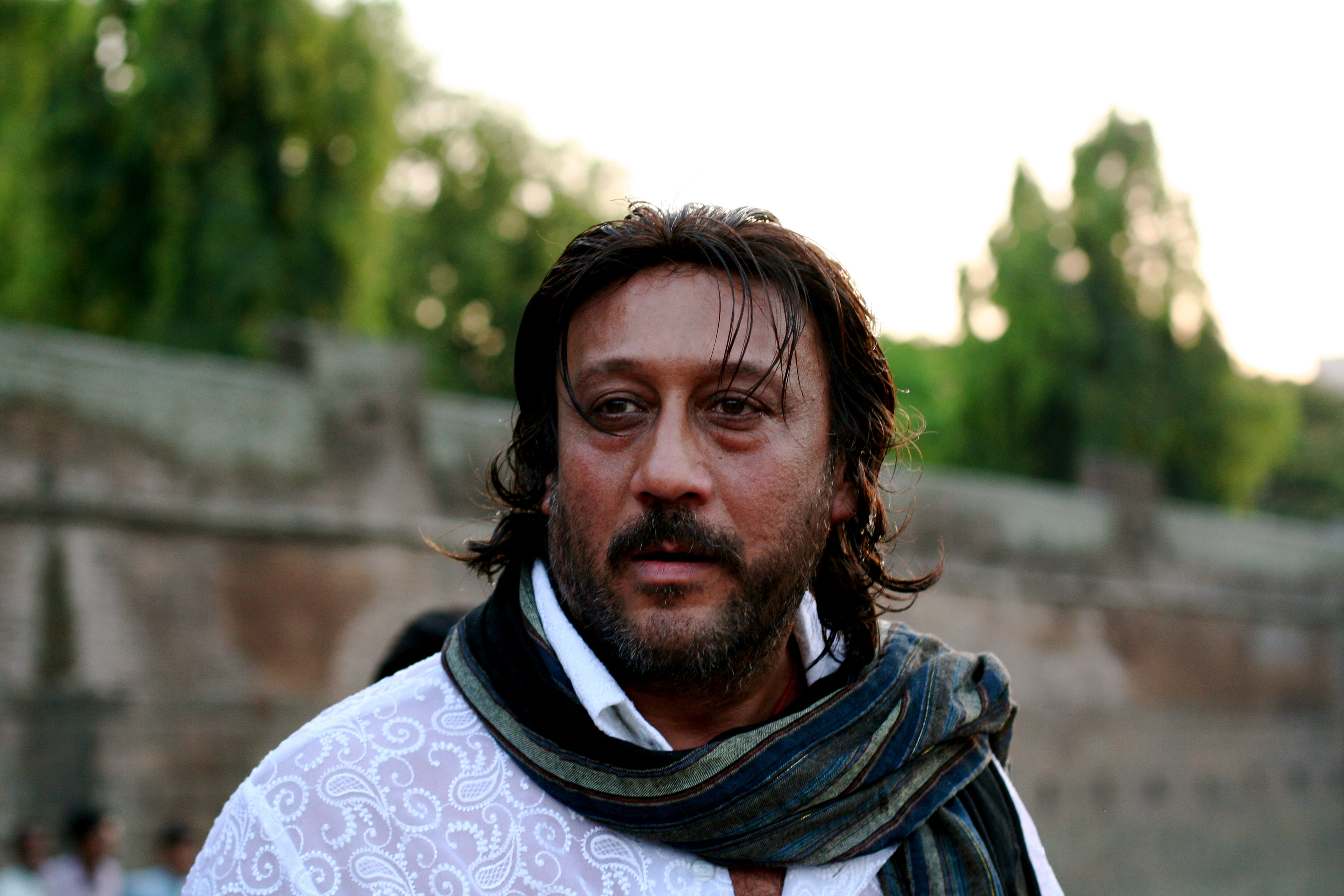
Jackie Shroff, vor 2010

Jackie Shroff (Hindi जैकी श्रॉफ, eigentlich Jaykishan Kakubhai Shraf, जयकिशन काकुभाई श्रॉफ; * 1. Februar 1957 in Bombay) ist ein indischer Schauspieler.

## Leben
Shroff hatte sein Filmdebüt mit Heera Panna, dem einige kleinere Filme folgten. In dem Film Hero spielte er 1983 die Hauptrolle. Durch den Erfolg dieses Films wurde Shroff über Nacht zum Star. Sein endgültiger Durchbruch kam 1989 mit dem Film Parinda, für den er 1990 mit dem Filmfare Award als Bester Hauptdarsteller ausgezeichnet wurde. Weitere Auszeichnungen folgten 1995 und 1996.
Er ist mit Ayesha Shroff verheiratet und hat mit ihr zwei Kinder, einen Sohn und eine Tochter.

## Auszeichnungen
- 1990: Filmfare Award/Bester Hauptdarsteller für Parinda
- 1995: Filmfare Award/Bester Nebendarsteller für 1942: A Love Story
- 1996: Filmfare Award/Bester Nebendarsteller für Rangeela

## Filmografie
- 1973: Heera Panna
- 1983: Hero
- 1986: Karma
- 1986: Allah Rakha
- 1988: Falak
- 1989: Parinda
- 1989: Ram Lakhan
- 1989: Tridev
- 1993: Aaina
- 1993: King Uncle
- 1993: 1942: A Love Story
- 1993: Khalnayak
- 1993: Gardish
- 1995: Dushman
- 1995: Rangeela
- 1995: Trimurti
- 1996: Agnisakshi
- 1996: Kalinga
- 1997: Border
- 1998: Kabhi Na Kabhi
- 1998: Bandhan
- 1999: Hote Hote Pyaar Ho Gaya
- 2000: Kahin Pyaar Na Ho Jaaye
- 2000: Refugee
- 2000: Mission Kashmir – Der blutige Weg der Freiheit
- 2000: Dil Ne Phir Yaad Kiya
- 2000: Gang
- 2001: Farz
- 2001: Bas Itna Sa Khwaab Hai
- 2001: Bittersüße Erinnerungen (Yaadein)
- 2001: Lajja – Schande
- 2001: Grahan
- 2001: Der Babysitter-Cop – One 2 Ka 4
- 2002: Devdas – Flamme unserer Liebe (Devdas)
- 2002: Baaz
- 2002: Jaal – The Trap
- 2002: Sandhya
- 2003: Boom
- 2003: Drei Häftlinge im Todestrakt (3 Deewarein)
- 2004: Dobara
- 2004: Hulchul – Eine verrückte Lovestory (Hulchul)
- 2005: Kyon Ki
- 2005: Ssukh
- 2006: Divorce. Not Between Husband and Wife
- 2007: Fool N Final
- 2008: Hari Puttar – A Comedy Of Terrors
- 2010: Veer – Die Liebe eines Kriegers (Veer)
- 2012: Anna Bond
- 2013: Dhoom: 3
- 2014: Happy New Year – Herzensdiebe
- 2015: Brothers
- 2017: Sarkar 3